# William Campbell Steere
William Campbell Steere (4 de noviembre de 1907- 7 de febrero de 1989) fue un botánico estadounidense.

## Biografía
Provenía de una larga línea de antepasados irlandeses-cuáqueros naturalistas. Su abuelo paterno, Joseph Beal Steere, fue profesor de zoología y paleontología en la Universidad de Míchigan y fue su principal influencia en el posterior interés de Steere en una carrera botánica.
Se unió a la Facultad en Ann Arbor, avanzando a través de sus filas a catedrático en 1946 y fue nombrado Director del Departamento de Botánica en 1947.
Mientras que su investigación y publicaciones precoces fue en citología de fanerógamas, su fascinación con briofitas, y musgos, en particular, se formó durante su segundo año como estudiante universitario, mientras trabajaba como leñador en Oregón ("Me sentí atraído por las hermosas musgos de la bosque. "). Poco después de recibir su doctorado centró su investigación sobre briología, un campo poco explorado en 1930 América del Norte. De 1938 a 1942, y nuevamente desde 1945 hasta 1946, Steere enseñó cursos de campo en briología y su biología sistemática, concentrándose en la península superior de Míchigan. Otros puntos destacados de su carrera durante este periodo fueron liderar un estudio biológico de la Región Maya de Yucatán en 1932; sirviendo como profesor de intercambio en la Universidad de Puerto Rico en 1935, donde desarrolló una gran colección de musgos que sirvieron de base para Musgos de Puerto Rico y las Islas Vírgenes (en coautoría con Howard Crum); líder de expediciones, de 1942 a 1946 para localizar y desarrollar plantaciones de Cinchona en América Latina y ofrecer fuentes alternativas de quinina para EE. UU. durante la Segunda Guerra Mundial (que también logró encontrar tiempo para recoger muestras de briofitas, a pesar de que se mantendrían sin catalogar en su última década de vida). También dirigió partidas de campo al Gran Lago del Oso en Territorios del Noroeste de Canadá durante 1948 y Alaska en el verano de 1949 para estudiar los efectos de la radiactividad natural en la vida de la planta. Esas dos incursiones lo introdujeron al mundo de las briófitas del Ártico que continuaría explorando desde la década de 1950 hasta principios de la del 1970.
El profesor Steere dejó la Universidad de Míchigan en Ann Arbor por la Universidad Stanford en 1950. Permaneció en Stanford hasta 1954, cuando aceptó un puesto de un año con la Fundación Nacional de la Ciencia como Director del Programa de Biología Sistemática. Durante su estancia en Washington D. C. se involucró con Biological Abstracts, a partir de un compromiso a largo plazo para BIOSIS (BioSciences Servicio de Información). Steere regresó a la Universidad de Stanford en 1955 como Decano de Estudios de Posgrado. También continuó enseñando, asesorando a los candidatos de doctorado en el campo de briología y recogía muestras de briofitas árticas.
En 1958, aceptó el cargo de director en el Jardín Botánico de Nueva York. Durante su permanencia allí, fue capaz de revitalizar y mantener la tradición del Jardín de la excelencia en la ciencia. El personal científico se duplicó, quintuplicó las publicaciones, se construyó una nueva ala de la biblioteca, se amplió el programa de formación de posgrado y, cuando la Universidad de Columbia cambiado de énfasis, transfirió con éxito el Programa de Postgrado en Botánica al Lehman College de la Universidad de la Ciudad de Nueva York. En medio del ejercicio de esas responsabilidades, continuó la búsqueda de su propia rigurosa investigación, con publicaciones, y actividades para hablar en público; y fomentaba las nuevas generaciones de briólogos. También jugó un papel fundamental en la cooperación científica internacional. Recibió numerosos premios, fue activo en una variedad de sociedades científicas en los Estados Unidos, Europa y América del Sur. Debido a las relaciones entre la flora japoneses y la flora del este de América del Norte, Alaska y el noroeste del Pacífico, puso atención especial a Japón.
En 1973, renunció a sus funciones como Director del Jardín Botánico de Nueva York, asumiendo el título científico de senior. Y formalmente se jubiló en 1977. Mantuvo una oficina en el Jardín y continuó su trabajo en briología hasta su muerte el 7 de febrero de 1989.

## Algunas publicaciones
- william campbell Steere, guy r. Brassard. 1978. Bryophytorum bibliotheca, Studies in austral temperate rain forest bryophytes. . Bryophytorum bibliotheca 14, ISSN 0258-3348 ed. ilustr. de J. Cramer, 508 pp. ISBN 3768211819, ISBN 9783768211819

- -------------------------------. 1978. North American Muscology and Muscologists: A Brief History. The Botanical review 43 (3): 1-59

- -------------------------------. 1976. Ecology, Phytogeography and Floristics of Arctic Alaskan Bryophytes. Reimpreso Hattori Bot. Lab. 26 pp.

- -------------------------------. 1964. Liverworts of Southern Michigan. Bull. 17: Cranbrook Institute of Sci. 97 pp.

- -------------------------------. 1961. The Bryophytes of South Georgia. Reimpreso, 25 pp.

- -------------------------------. 1958. Fifty Years of Botany, editó W.C. Steere & McGraw-Hill, 638 pp.

- -------------------------------, lewis e. Anderson, virginia s. Bryan. 1954. Chromosome Studies on California Mosses. Vv. 20 & 24 de Memoirs of the Torrey Botanical Club, 74 pp.

- -------------------------------. 1947. The Bryophyte Flora of Michigan, 24 pp.

- -------------------------------. 1946. Cenozoic and Mesozoic Bryophytes of North America. Ed. he University Press, 30 pp.

- -------------------------------. 1935. The Mosses of Yucatán. Reimpreso Lancaster Press, 14 pp.

## Honores

### Epónimos
Género de musgo
- (Balantiopsaceae) Steereocolea R.M.Schust.[2]